# Форум «Россия»
Форум «Россия» — деловой форум, ежегодно проводившийся в Москве с 2008 по 2013 годы. В 2008—2011 гг. организатором форума «Россия» выступала «Тройка Диалог» (с  октября 2012 года — Sberbank CIB), одна из ведущих инвестиционных компаний, работающих на рынках стран СНГ. В 2012 году соорганизаторами Форума Россия выступили Сбербанк и Тройка Диалог. Организаторами форума «Россия» с 2013 года являлись Сбербанк и Sberbank CIB. Форум «Россия» называют русским эквивалентом форума в Давосе, не только потому, что мероприятие в Швейцарии проводится незадолго до форума в Москве (ВЭФ в Давосе проходит во второй половине января, тогда как Форум Россия до 2013 года проводился в последних числах января — первых числах февраля), но и благодаря уровню спикеров и масштабу дискуссии.
Форум «Россия» — одно из главных экономических событий года, которое собирает в столице России ведущих международных инвесторов, российских и зарубежных независимых экспертов, политических лидеров, общественных деятелей, а также руководителей крупнейших компаний для того, чтобы обсудить актуальные для России и мира экономические, финансовые и общественно-политические вопросы. Начиная с 2008 года форум «Россия» представляет собой новый формат ведения экономического диалога, возможность ознакомиться с разнообразием идей и точек зрения на вопросы глобального развития и пообщаться с ведущими экономистами, руководителями российских и международных компаний-лидеров, влиятельными общественно-политическими деятелями и журналистами. Помимо большого количества панельных сессий и тематических конференций в рамках Форума Россия проводятся встречи компаний с инвесторами в формате «один на один».

## Форум «Россия 2014»
Форум Россия 2014 планировался стать седьмым по счету мероприятием. Организаторами форума «Россия 2014» выступали Сбербанк и Sberbank CIB.
Изначально его планировалось провести в начале апреля, но в марте он был перенесён на осень, согласно заявлению Сбербанка, в связи с «напряженной международной обстановкой, вызванной ситуацией вокруг Украины, нестабильной экономической динамикой и высокой волатильностью на рынках капитала».
Форум так и не состоялся.

## Форум «Россия 2013»
Форум «Россия 2013» проходил в Москве, в Центре международной торговли, с 16 по 19 апреля. 
Пленарные сессии форума «Россия 2013» охватили целый ряд тем: от общеэкономических и социально-политических вопросов до вызовов и перспектив в отдельных отраслях экономики. В числе сессий форума «Линии разлома: ответ России на вызовы XX века — коммунизм. Чего ждать в XXI столетии», «Инвестиции в Россию: что определяет решение инвесторов сегодня?», «Сибирь и Дальний Восток: открывая потенциал», «Как России преодолеть разрыв в оценке компаний?», «Финансы и телекоммуникации: сближение двух секторов» .
В 2013 году на форуме выступили представители научного сообщества Шарль Выплош и Ричард Пайпс, второй президент Чехии Вацлав Клаус, инвесторы с мировым именем Марк Мобиус и Дэвид Бондерман, руководитель ФСФР Дмитрий Панкин, а также известные бизнесмены и первые лица крупных российских и международных компаний, представляющих различные секторы экономики: Маргарита Луи-Дрейфус (Louis Dreyfus Holding BV), Олег Дерипаска (ОК РУСАЛ), Михаил Куснирович (ГК Bosco di Ciliegi, ТД «ГУМ»), Илья Якубсон (ГК ДИКСИ), Андрей Дубовсков (МТС), Иван Таврин («МегаФон»), Максим Ноготков («Связной»), Михаил Шамолин (АФК «Система»), Маэль Гавэ (Холдинг Ozon), Евгения Завалишина («Яндекс.Деньги»), Сурейя Силив (Turkcell), Абрахам Фосс (Telenor Group) и многие другие. Полный список спикеров размещен на сайте.

## Форум «Россия 2012»
В 2012 году форум «Россия» проводился в Москве с 30 января по 4 февраля. Его посетили порядка 4 500 человек. В рамках форума «Россия 2012», в том числе специального дня «Инвестиции в кино, телевидение и новые медиа», состоялось более 40 панельных дискуссий и сессий, посвященных широкому кругу самых разнообразных тем — от глобальных экономических вызовов до инвестиций в искусство и перспектив современного российского кино.
В рамках одной из панельных дискуссий выступил с речью Владимир Владимирович Путин. По окончании своего выступления он принял участие в полемике с лауреатом Нобелевской премии по экономике Полом Кругманом и видными экономистами Рагурамом Раджаном и Майклом Милкеном. Работу форума освещали 345 журналистов, представляющих 113 СМИ из России и 12 иностранных государств, в том числе 20 телеканалов.
Ключевыми спикерами форума «Россия 2012» также стали первый заместитель председателя Правительства России Игорь Шувалов, мэр Москвы Сергей Собянин, бывший премьер-министр Великобритании Гордон Браун, экс-министр финансов РФ Алексей Кудрин, а также авторитетные западные экономисты Нуриэль Рубини, Кеннет Рогофф и другие представители мировой политической и экономической элиты и известные бизнесмены .

## Форум «Россия 2011»
Форум «Россия 2011» прошел со 2 по 4 февраля в Москве.
В мероприятии приняли участие более 2000 человек из 42 стран. Темами панельных дискуссий стали не только традиционные вопросы фондового рынка, но и социально-политические, отраслевые, региональные, а также государственного управления, инфраструктуры и благотворительности. Работу форума оперативно освещали 363 журналиста, представлявшие 102 ведущих зарубежных и российских СМИ, в том числе 20 телеканалов. Кроме того, ленту новостей на сайте форума за время проведения мероприятия посетило около 40 тыс. человек. В рамках мероприятия состоялось более 1900 встреч в формате 1:1, в которых приняли участие представители 80 компаний и 134 инвестиционных фонда. В список ключевых спикеров Форума Россия в 2011 году вошли:
- Аркадий Дворкович, помощник президента Российской Федерации;
- Алексей Кудрин, заместитель председателя правительства — министр финансов Российской Федерации;
- Сергей Собянин, мэр Москвы;
- Рубен Варданян, председатель совета директоров, Тройка Диалог;
- Нубар Афеян, управляющий партнер и генеральный директор фонда, FlagShip Ventures;
- Рубен Аганбегян, президент, Группа ММВБ;
- Олег Бахматюк, председатель Совета директоров, Агрохолдинг «Авангард»;
- Артем Волынец, генеральный директор, En+Group;
- Олег Вьюгин, председатель совета директоров, МДМ Банк;
- Сергей Галицкий, генеральный директор, ОАО «Магнит»;
- Сунил Годхвани, председатель совета директоров, управляющий директор, Religare Enterprises Limited;
- Герман Греф, президент, председатель правления, Сбербанк России;
- Александр Изосимов, президент и генеральный директор, VimpelCom Ltd;
- Борис Йордан, президент, председатель совета директоров, Группа «Ренессанс страхование»;
- Михаил Куснирович, председатель совета директоров, Группа компаний Bosco di Ciliegi;
- Шахиндра Нат, генеральный директор группы компаний, Religare Enterprises Ltd;
- Фатих Бироль, главный экономист, Международное энергетическое агентство;
- Желько Богетич, ведущий экономист по России, Всемирный банк;
- Майкл Милкен, председатель совета директоров, Milken Institute;
- Нуриэль Рубини, профессор экономики, Университет Нью-Йорка, Stern School of Business;
- Лоуренс Саммерс, профессор, Гарвардский университет;
- Джозеф Стиглиц, профессор, Колумбийский университет;
- Нассим Талеб, профессор, Политехнический институт Нью-Йоркского университета;
- Сергей Брилев, заместитель директора по специальным информационным проектам и ведущий, телеканал «Россия»;
- Стивен Сакур, журналист, BBC

## Форум «Россия 2010»
Форум «Россия 2010» прошёл с 3 по 5 февраля 2010 года в Москве.
Около двух тысяч участников и делегатов из 63 стран мира участвовали в 25 панельных дискуссиях и сессиях, посвящённых актуальным вопросам посткризисной модели мира, а также возможностям, которые открылись благодаря новой экономической парадигме. Форум стал площадкой для более 2000 встреч компаний с инвесторами в формате «один на один». Более 350 представителей ведущих зарубежных и российских СМИ оперативно освещали мероприятие. В список ключевых спикеров форума «Россия» в 2010 году вошли:
- Алексей Кудрин, заместитель председателя правительства — министр финансов Российской Федерации;
- Игорь Шувалов, заместитель председателя правительства Российской Федерации;
- Александр Абрамов, председатель Совета Директоров, Евраз Групп;
- Федор Андреев, президент, АК «АЛРОСА»;
- Рональд Аркулли, председатель, Гонконгская фондовая биржа;
- Рубен Варданян, председатель совета директоров, Тройка Диалог;
- Олег Вьюгин, председатель Совета директоров, ОАО «МДМ Банк»;
- Густаво Фабиан Гробокопатэл, Президент, Grupo Los Grobo;
- Жако Мари, исполнительный директор, Standard Bank Group;
- Роле Ксавье, генеральный директор, Лондонская фондовая биржа;
- Павел Струнилин, Вице-президент по энергетике, ТНК-BP;
- Лев Хасис, главный исполнительный директор, X5 Retail Group;
- Сергей Швецов, Член Совета директоров, Банк России;
- Анатолий Чубайс, генеральный директор, Роснано
- Нуриэль Рубини, профессор экономики, университет Нью-Йорка, Stern School of Business;
- Эрнандо Де Сото, Президент, Институт свободы и демократии;
- Нассим Талеб, почетный профессор New York University Polytechnic Institute;
- Марк Фабер, редактор и издатель книги «The Gloom, Boom & Doom Report»;
- Дэвис Ховард, Директор, Лондонская школа экономики и политических наук.

## Форумы 2008—2009 годов
В 2009 и 2008 годах форум «Россия» в целом собрал более 3000 делегатов, включая глав государств и правительств, представителей министерств и ведомств, лидеров международных организаций и крупнейших компаний мира. Основными вопросами для обсуждения были проблемы глобальной экономики, преодоление финансового кризиса, построение новой финансовой системы и роль России в этих важных процессах. В список ключевых спикеров форума «Россия» в 2009 и 2008 годах вошли:
- Аркадий Дворкович, Помощник Президента Российской Федерации;
- Юрий Молчанов, вице-губернатор Санкт-Петербурга;
- Рустам Минниханов, премьер-министр республики Татарстан;
- Андрей Фурсенко, министр образования и науки Российской Федерации;
- Игорь Шувалов, первый заместитель председателя правительства Российской Федерации.
- Ричард Брэнсон, председатель и основатель, Virgin Group;
- Рубен Варданян, председатель совета директоров, Тройкой Диалог;
- Герман Греф, президент, председатель правления, Сбербанк России;
- Карлос Гон, президент — генеральный директор, Renault и Nissan;
- Сергей Кравченко, президент, Boeing Россия/СНГ;
- Борис Алешин, Президент, ОАО «АВТОВАЗ»;
- Эрик Берглоф, Главный экономист, ЕБРР;
- Тони Брентон, бывший посол Великобритании в России;
- Пол Вулфовиц, посол, бывший президент Всемирного банка и заместитель министра обороны США;
- Алан Гринспен, председатель Федеральной резервной системы США (1987—2006 гг.);
- Нуриэль Рубини, профессор экономики, университет Нью-Йорка, Stern School of Business;
- Нассим Талеб, почетный профессор New York University Polytechnic Institute;
- Хосе Мария Фигерес, Президент Коста-Рики (1994—1998);
- Владимир Познер, президент, Академия российского телевидения.

## Пресса о форуме
- CNBC. February 3, 2011. Emerging Markets, Commodities Are Best Bets: Roubini
- Financial Times. February 3, 2011. Russia: oiling the economy
- РИА Новости. 3 февраля 2011 г. Инвестфорум в Москве: приватизация как стимул роста в России
- Телеканал ВЕСТИ. 2 февраля 2011 г. Греф: у российской экономики огромные возможности для роста за счёт модернизации
- Телеканал ВЕСТИ. 2 февраля 2011 г. Алексей Кудрин: экономический рост в 2011 году будет выше, чем в 2010
- Bloomberg Businessweek. February 2, 2011. Russia says economy grew more than expected
- Журнал «Финанс.». 31 января 2011 г. Рубен Варданян: «Модель „невидимая рука рынка“ не работает»
- «Коммерсант — Деньги». 15 февраля 2010 г. Рубен Варданян: нас ждёт большая волатильность и отсутствие существенного роста
- Интерфакс. 18 февраля 2010 г. Жизнь в эпоху перемен
- «Большой бизнес». 3 марта 2010 г. Мир после кризиса: что дальше?
- Сноб.ru. 4 февраля 2010 г. На «Форуме Россия» стало больше оптимизма
- Телеканал ВЕСТИ. 4 февраля 2009 г. Герман Греф назвал причины кризиса
- Телеканал ВЕСТИ. 5 февраля 2009 г. Аркадий Дворкович: точками роста станут строительство, сельское хозяйство и интеллектуальная сфера